# کلینتون (کنتاکی)
کلینتون (به انگلیسی: Clinton) شهری در ایالت کنتاکی کشور ایالات متحده آمریکا است که جمعیت آن در سرشماری سال ۲۰۱۰ میلادی، ۱٬۳۸۸ نفر بوده‌است.